# Sigismundus-Glockenturm

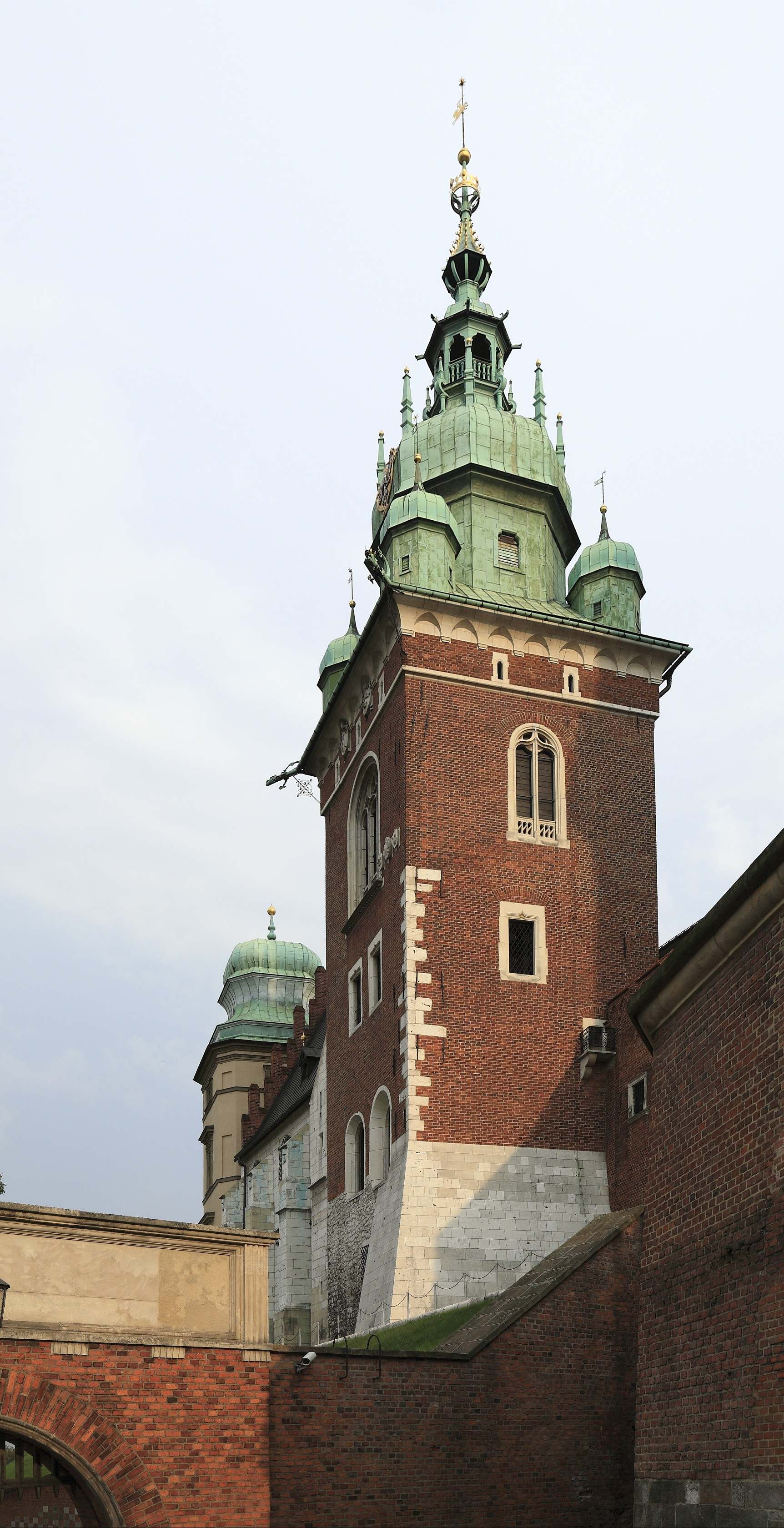
Blick von Osten

Der Sigismundus-Glockenturm (polnisch Wieża Zygmuntowska) ist ein Glockenturm auf dem Krakauer Wawelhügel in gotischem Baustil. Der Turm ist der zweithöchste Turm auf dem Wawel und wurde in der ersten Hälfte des 14. Jahrhunderts erbaut.

## Beschreibung
Der Sigismundus-Glockenturm war ein alleinstehender Turm, der zunächst als Wehrturm der Wawel-Burg aus Kalkstein errichtet wurde. Bischof Wojciech Jastrzębiec erwarb den Turm Anfang des 15. Jahrhunderts für die Wawel-Kathedrale und fungierte ihn zu deren Glockturm um. Er wurde über die Schatzkammer mit der Kathedrale verbunden. Gleichzeitig wurde der Turm im 15. Jahrhundert aufgestockt, um die größte bisher in Polen gegossene Glocke, die Sigismundus-Glocke hier 1521 aufzuhängen. In den Jahren von 1895 bis 1899 wurde der Turm grundlegend von Sławomir Odrzywolski restauriert, der auch den Turmhelm rekonstruiert hat. Heute befinden sich im Turm fünf Glocken:
- Urban-Glocke von 1364, gestiftet von Kasimir dem Großen, benannt nach Papst Urban V., der die Gründung der Krakauer Akademie bestätigt hatte; umgegossen 1757
- Kardinal-Glocke von 1455, benannt nach ihrem Stifter Kardinal Zbigniew Oleśnicki
- Wenzel-Glocke von 1462, gestiftet vom Domhernn Jakub z Sienna, benannt nach dem Heiligen Wenzel, Patron der Wawel-Kathedrale
- Stanislaus-Glocke von 1463, gestiftet vom Krakauer Kastellan Jan Tęczyński benannt nach dem Heiligen Stanislaus, ebenfalls Patron der Wawel-Kathedrale
- Sigismundus-Glocke von 1520, benannt nach und gestiftet von Sigismund dem Alten gegossen von Hans Behaim dem Jüngeren

Der Turm ist öffentlich zugänglich.